# Hadena caragai
Hadena caragai là một loài bướm đêm trong họ Noctuidae.